# Municipio de Nuevitas
Municipio de Nuevitas är en kommun i Kuba.   Den ligger i provinsen Provincia de Camagüey, i den östra delen av landet, 600 km öster om huvudstaden Havanna. Antalet invånare är 44 882. Arean är 415 kvadratkilometer.
Terrängen i Municipio de Nuevitas är mycket platt.